# 12602 Таммітам
12602 Таммітам (12602 Tammytam) — астероїд головного поясу, відкритий 9 вересня 1999 року.
Тіссеранів параметр щодо Юпітера — 3,570.